# Аманов, Акиф Мами оглы
Аки́ф Мами́ оглы́ Ама́нов (азерб. Akif Məmi oğlu Əmənov; 12 апреля 1942, пгт Астрахан-Базар, Азербайджанская ССР — 25 июня 2021, г. Ширван, Азербайджан) — советский азербайджанский нефтяник, Герой Социалистического Труда (1980). Почётный нефтяник СССР (1980), лауреат премии Ленинского комсомола, почётного знака ВЛКСМ. Народный депутат СССР (1989—1991).

## Биография
Родился 12 апреля 1942 года в пгт Астрахан-Базар Астарахан-Базарского района Азербайджанской ССР (ныне город Джалилабад Джалилабадского района).
Окончил Бакинский нефтяной техникум (1968) и Бакинскую высшую партийную школу при ЦК КП Азербайджана (1984).
С 1962 года — помощник мастера, буровой мастер конторы бурения № 3 треста «Ширванбурнефть», в 1971—1990 годах — буровой мастер Карабаглинского, затем — Али-Байрамлинского управления буровых работ производственного объединения «Азнефть». 
Бригады под руководством Аманова достигали высоких результатов при выполнении производственных планов восьмой (1966—1970), девятой (1971—1975), десятой (1976—1980), одиннадцатой (1981—1985) и двенадцатой (1986—1990) пятилеток. За 1962—1972 года Аманов прошел буром более 60 км, к 1972 году на счету нефтяника было 16 нефтяных скважин. В 1966 году комсомольско-молодежная бригада под руководством Аманова заняла второе место в общесоюзном соревновании нефтяников, завершив годовой план за семь месяцев, позже — первая испытала при бурении трехлопастное трехступенчатое долото ЛИР. По итогам десятой пятилетки Аманов добился ускорения темпов проходки — к 1979 году средняя скорость проходки бригады достигла 782 метра в месяц, за годы десятой пятилетки коллектив пробурил 25 километров пород, сдал более 15 нефтяных скважин в эксплуатацию, выполнил план досрочно и к ноябрю 1980 году работал в счёт ноября 1982 года, применяя рациональные методы бурения, сэкономил государству около полумиллиона рублей.
Указом Президиума Верховного Совета СССР от 3 октября 1980 года за выдающиеся успехи, достигнутые в досрочном выполнении заданий десятой пятилетки по производству продукции промышленности и сельского хозяйства, Аманову Акифу Мами оглы присвоено звание Героя Социалистического Труда с вручением ордена Ленина и золотой медали «Серп и Молот».
По итогам одиннадцатой пятилетки бригада Аманова значительно перевыполнила план, пробурив 17 километров горных пород сверх плана, в 2 раза превысила запланированную скорость проходки, производительное время довела до 96 процентов и сэкономила около полутора миллионов рублей, рационально распределяя ресурсы. Выполняя планы двенадцатой пятилетки коллектив бригады столкнулся с проблемами в виде простоев из-за перебоев поставок необходимых для бурения материалов — обсадных колонн, долот большого диаметра, электроэнергии и так далее; в результате за 1986 год бригада простояла 240 часов, впоследствии эту проблему Аманов осветил, выступив на XXVI съезде КПСС. Несмотря на испытания, бригада добилась в следующем, 1987 году, выполнения плана проходки на 147,4 процента.
В 1993—1996 годах занимал пост начальника Апшеронского управления буровых работ производственного объединения «Азнефть», впоследствии вышел на пенсию. С 2002 года — президентский персональный пенсионер.
Активно участвовал в общественной жизни Азербайджана и Советского Союза. Член КПСС с 1968 года, избирался членом бюро Али-Байрамлинского горкома КП Азербайджана, делегат XXVI (1982) и XXVII (1986) съездов КПСС, XIX Всесоюзной партийной конференции, ряда съездов КП Азербайджана, в 1976—1981 годах — член ревизионной комиссии Компартии республики. Депутат Верховного Совета Азербайджанской ССР 8-го, 9-го, 10-го и 11-го созывов, член Президиума Верховного Совета Азербайджанской ССР (1985—1990). В 1989 году избран народным депутатом СССР от Ахсуинского территориального избирательного округа № 675 Азербайджанской ССР, позже избран в Верховный Совет СССР, который в 1991 году, написав заявление, покинул. Подавал кандидатуру на выборах в Милли Меджлис в 2010 году, однако не набрал голосов для получения депутатского мандата от Ширванского избирательного округа.
Скончался 25 июня 2021 года в городе Ширван после продолжительного тяжелого заболевания.